# 620 v. Chr.
Portal Geschichte | Portal Biografien | Aktuelle Ereignisse | Jahreskalender | Tagesartikel

◄ |
8. Jahrhundert v. Chr. |
7. Jahrhundert v. Chr. |
6. Jahrhundert v. Chr. |
►

◄ | 640er v. Chr. | 630er v. Chr. | 620er v. Chr. | 610er v. Chr. |
600er v. Chr. |
►

◄◄ | ◄ | 623 v. Chr. | 622 v. Chr. | 621 v. Chr. | 620 v. Chr. |
619 v. Chr. |
618 v. Chr. |
617 v. Chr. |
► |
►►

## Ereignisse

### Politik und Weltgeschehen
- um 620 v. Chr.: Der nubische König Senkamanisken herrscht über das Reich von Kusch.

### Wissenschaft und Technik
- 6. Regierungsjahr des babylonischen Königs Nabopolassar (620 bis 619 v. Chr.): Im babylonischen Kalender fällt der Jahresbeginn des 1. Nisannu auf den 22.–23. März[1]; der Vollmond im Nisannu auf den 4.–5. April[1] und der 1. Tašritu auf den 15.–16. September[1].[2]

### Kultur
- um 620 v. Chr.: Der Nessos-Maler aus Athen beginnt als erster attischer Vasenmaler in der aus Korinth übernommenen schwarzfigurigen Vasenmalerei einen eigenen Stil zu entwickeln.